# Elbewerft EWB 300
Der Typ EWB 300 ist ein Containerschiffstyp der Elbewerft Boizenburg, der von 1994 bis 1996 in sechs Einheiten entstanden ist. Alle sechs Schiffe wurden aufgrund eines Konstruktionsfehlers verlängert, davon fünf bereits vor Ablieferung. Durch die Verlängerung erhielten sie die Typenbezeichnung EWB 340.

## Geschichte

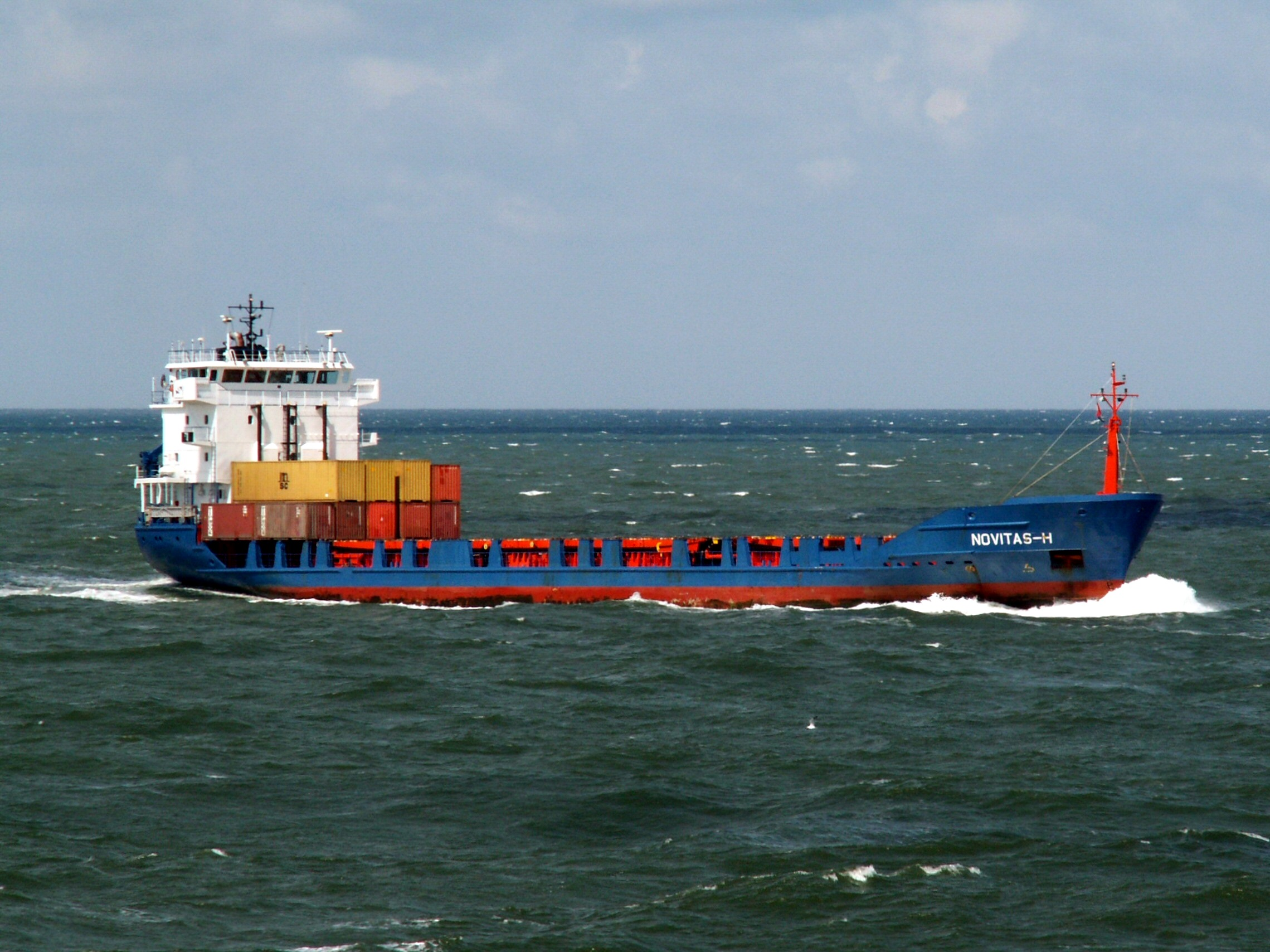
Die Novitas-H (ehemals Ady)

Im Jahr 1993 gingen bei der Elbewerft zunächst sieben Bestellungen für den Schiffstyp EWB 300 ein, von denen zwei später storniert wurden. Das von dem Korrespondentreeder Hermann Schepers aus Haren/Ems in Auftrag gegebene Typschiff Ady sowie die von der Reederei Telsch aus Haren/Ems bestellte Thea B waren für eine Vercharterung an die irische Bell Lines vorgesehen. Sie wurden von der Werft mit den Namen Bell Ady und Bell Astron abgeliefert. Ein weiteres für Bell Lines bestimmtes Schiff, die Bell Atlas, bestellte die in London ansässige Makleragentur Vogt & Maguire. Zwei Einheiten des Typs EWB 300, die Limburg und die Marburg, orderte die Reederei Köpping aus Schülp bei der Elbewerft Boizenburg. Nachträglich erteilte die Reederei Hinsch aus Buxtehude der MWB Schiffbau GmbH Co. Schiffsreparatur KG in Bremerhaven den Bauauftrag für ein sechstes Schiff. Es wurde am 29. Dezember 1995 mit dem Namen Veritas-H abgeliefert.
Weil die Containerschiffe zu hoch für die stromabwärts gelegenen Hamburger Elbbrücken gewesen wären, konnte man sie nicht komplett in Boizenburg montieren. Die einzelnen Fertigungsschritte wurde daher auf die damals zur Petram-Gruppe gehörenden Werften verteilt. Die Elbewerft in Boizenburg war für den Schiffsentwurf sowie für den Bau der Rümpfe zuständig. Die Deckshäuser entstanden bei der Petram Schiffsreparatur und Anlagenbau GmbH in Brake (ehemals Werft C. Lühring). Die MWB Schiffbau GmbH Co. Schiffsreparatur KG in Bremerhaven übernahm das Aufsetzen der Deckshäuser sowie die Endfertigung und Ausrüstung der Schiffe.
Die Bell Ady wurde am 28. Februar 1995 als erstes und einziges Schiff des Typs EWB 300 abgeliefert. Danach stellte man fest, dass die
Tragfähigkeit und die Containerkapazität des Typs EWB 300 infolge eines Konstruktionsfehlers deutlich geringer waren als geplant. Um die vertraglich zugesicherten Mindestwerte zu erreichen, wurden die fünf noch in Bau befindlichen Einheiten noch vor ihrer Ablieferung bei MWB in Bremerhaven zum Typ EWB 340 verlängert. Der Umbau der bereits in Fahrt gesetzten Bell Ady begann am 14. Juli 1995. Sie wurde am 17. August 1995 als Typ EWB 340 ein zweites Mal abgeliefert. Die verlängerten Schiffe kamen anfangs auf Feederrouten innerhalb Europas zum Einsatz. Durch spätere Verkäufe gelangte die Ady nach Hongkong, die Limburg in den Iran, die Marburg nach Florida (USA) und die Veritas-H in die Vereinigten Arabischen Emirate.

## Technik
Der 89,70 Meter lange Ursprungstyp EWB 300 sollte eine Tragfähigkeit von 3.600 dwt sowie Stauraum für  300 20-Fuß-Standardcontainer (TEU) besitzen. Weil der Typ diese Transportkapazitäten nicht erfüllte, wurde er nachträglich verlängert, indem man mittschiffs zwischen den Luken 1 und 2 ein rund 9,60 Meter langes Rumpfsegment einfügte. Infolge der Verlängerung mussten die Schiffe mit einem Freifallrettungsboot ausgerüstet werden.
Die umgebauten Schiffe erhielten die Typenbezeichnung EWB 340. Sie besitzen eine Tragfähigkeit von 3.950 dwt und eine Kapazität von 340 TEU. Alternativ können sie bis zu 164 40-Fuß-Container (FEU) plus 12 TEU transportieren. Bei einem Durchschnittsgewicht von 14 t je Container dürfen aus Stabilitätsgründen maximal 215 TEU geladen werden. Die Schiffe verfügt über zwei kastenförmige Laderäume mit hydraulischen Faltlukendeckeln. Die Laderäume haben einen Rauminhalt von 4.400 m³ und eine Kapazität von 82 TEU beziehungsweise alternativ von 38 FEU plus 6 TEU. An Bord befinden sich Anschlüsse für 40 Kühlcontainer.
Die Limburg, die Marburg und die Bell Atlas werden von einem 3.380 kW leistenden Achtzylinder-Dieselmotor des Typs MaK 8 M 32 angetrieben, der auf einen Verstellpropeller wirkt. Abweichend davon erhielten die Ady sowie die Veritas-H einen Achtzylinder-Dieselmotor des Typs MaK 8 M 453C mit 2.680 kW Leistung und die Thea B einen Siebenzylinder-Dieselmotor des Typs MAN-Burmeister & Wain 7 L 32/40 mit 3.080 kW Leistung. Für An- und Ablegemanöver besitzen alle sechs Einheiten ein elektrisch angetriebenes Bugstrahlruder mit 250 kW Leistung. An Bord befinden sich zwei Dieselgeneratoren und ein Wellengenerator zur Stromerzeugung. Zusätzlich wurde ein Notgenerator verbaut.

## Die Schiffe
Die in der Tabelle genannten Ablieferungsdaten beziehen sich auf den Typ EWB 340. Die Bell Ady wurde zunächst am 28. Februar 1995 als Typ EWB 300 und am 17. August 1995 ein zweites Mal als Typ EWB 340 abgeliefert.
| Elbewerft EWB 300 und EWB 340 | Elbewerft EWB 300 und EWB 340 | Elbewerft EWB 300 und EWB 340 | Elbewerft EWB 300 und EWB 340     | Elbewerft EWB 300 und EWB 340   | Elbewerft EWB 300 und EWB 340 |
| Bauname                       | Baunummer                     | IMO- nummer                   | Kiellegung Stapellauf Ablieferung | Auftrag- geber                  | Umbenennungen und Verbleib |
| ----------------------------- | ----------------------------- | ----------------------------- | --------------------------------- | ------------------------------- | --- |
| Ady                           | 225                           | 9107382                       | 24.06.1994 12.11.1994 17.08.1995  | KR Hermann Schepers, Haren/Ems  | abgeliefert als Bell Ady → 7/1997 Ady → 9/2003 Novitas-H → 10/2013 PL Hau Laam → 4/2020 Shau Jie 39 → 5/2024 SF Sailing, so 2024 in Fahrt |
| Thea B                        | 226                           | 9107394                       | 24.06.1994 28.02.1995 30.06.1995  | KR Tesch Bereederung, Haren/Ems | abgeliefert als Bell Astron → 8/1997 Thea B → 9/2013 Thea II, so 2024 in Fahrt                                                            |
| Limburg                       | 227                           | 9110535                       | 05.07.1994 19.05.1995 15.09.1995  | KR Jörg Köpping, Schülp         | 10/1995 Geest Trader → 10/2013 Sepehr Payam, so 2024 in Fahrt                                                                             |
| Marburg                       | 228                           | 9110547                       | 05.07.1994 28.07.1995 13.11.1995  | KR Jörg Köpping, Schülp         | 1/1997 Geest Merchant → 4/2007 Caribe Mariner, so 2022 in Fahrt                                                                           |
| Veritas-H                     | MWB 229                       | 9138745                       | - 20.10.1995 29.12.1995           | Reederei A. Hinsch, Buxtehude   | 2/1996 Regulus → 12/1997 Veritas-H → 5/2016 RMS Veritas → 4/2021 DSL Mariner, so 2024 in Fahrt                                            |
| Bell Atlas                    | 229                           | 9110559                       | 11.07.1994 13.01.1996 28.03.1996  | Vogt & Maguire, London          | 7/1997 Geest Atlas → 2/2005 Marus, so 2024 in Fahrt                                                                                       |